# マディソン・バグ
マディソン・バグ（Madison Bugg、1994年8月4日 - ）は、アメリカ合衆国の女子バレーボール選手。アメリカ代表。

## 来歴

### クラブチーム
テキサス州プレイノ出身。スタンフォード大学時代はNCAA女子バレーボール選手権大会に出場し2015年の大会では3位となった。2016年、スイスのNUC Volleyballへ入団しプロバレーボール選手のキャリアをスタートさせた。2017年5月、ドイツのドレスナーSCへの移籍が発表され、1年間プレーした。2018年5月、アリアンツ MTV シュトゥットガルトへの移籍が発表され、2018/19シーズンのブンデスリーガで優勝、ドイツカップで準優勝に貢献した。2019年5月にフランスのバレー・ミュルーズ・アルザスへ移籍し、2年間プレーした。2020/21シーズンはフランスリーグ、フランスカップで2冠を達成した。2021年6月、イタリアのローマ・バレーと契約し、1年間プレーした。2022年7月、ポーランドのMOYAラドムカ・ラドムへ移籍し、2022/23シーズンのタウロンリーガに出場した。2023年6月、イタリアのイモコ・バレー・コネリアーノへ移籍し、2023/24シーズンはチームのセカンドセッターとしてイタリアセリエA1リーグ、イタリアカップで優勝。欧州チャンピオンズリーグでは金メダルを獲得した。2024年、アスリーツ・アンリミテッド・バレーボールでのプレーを経て、2024/25シーズンから新設されたLOVBに参戦することが発表され、アトランタ所属となった。

### 代表チーム
アンダーカテゴリーの代表として2010年、U-19北中米選手権に出場し金メダルを獲得し、ベストセッター賞を受賞した。

## 受賞歴
- 2010年 - U-19北中米選手権 ベストセッター賞
- 2021年 - 2020/21フランスリーグ ベストセッター賞

## 所属クラブ
- スタンフォード大学（2012-2016年）
- NUC Volleyball（2016-2017年）
- ドレスナーSC（2017-2018年）
- アリアンツ MTV シュトゥットガルト（2018-2019年）
- バレー・ミュルーズ・アルザス（2019-2021年）
- ローマ・バレークラブ（2021-2022年）
- MOYAラドムカ・ラドム（2022-2023年）
- イモコ・バレー・コネリアーノ（2023-2024年）
- アスリーツ・アンリミテッド（2024年）
- LOVBアトランタ（2024年-）